# Sockel P
Sockel P bezeichnet sowohl die elektrische Prozessorschnittstelle, die Intel für die vierte Generation seiner Notebook-Plattform Centrino entwickelt hat (wie den Core 2 Duo), als auch den Prozessorsockel mPGA478MN, der für die steckbaren Prozessorvarianten (Micro-PGA-Gehäuse) dieser Plattform gedacht ist.
Der Sockel P wurde am 9. Mai 2007 vorgestellt und löst den Sockel M ab. Für diesen Sockel sind Prozessoren auf Basis der Intel-Core-Mikroarchitektur mit einem Front Side Bus bis maximal 266 MHz (FSB1066) vorgesehen. Es wurden jedoch für die meisten noch verkauften Prozessoren mit niedrigerem Front Side Bus Ableger für den Sockel P geschaffen. Lediglich die ULV-Prozessoren der Core-2-Solo-Reihe werden weiterhin für den Sockel M produziert, da die ersten Sockel-P-Chipsätze mehr Leistung aufnehmen als die letzten Chipsätze für den Sockel M.